# Famille Lippomano
 (juillet 2024).
La famille Lippomano (les Lipomani) est une famille patricienne de Venise, originaire de Negroponte.
Elle est agrégée à la noblesse vénitienne à la suite des services offerts par Pietro Lipoman lors de la guerre de Gênes.

## Personnalités
- Luigi, ancien ambassadeur, évêque de Modon en Morée, puis de Vérone participa de façon remarquée au Concile de Trente;

## Armes

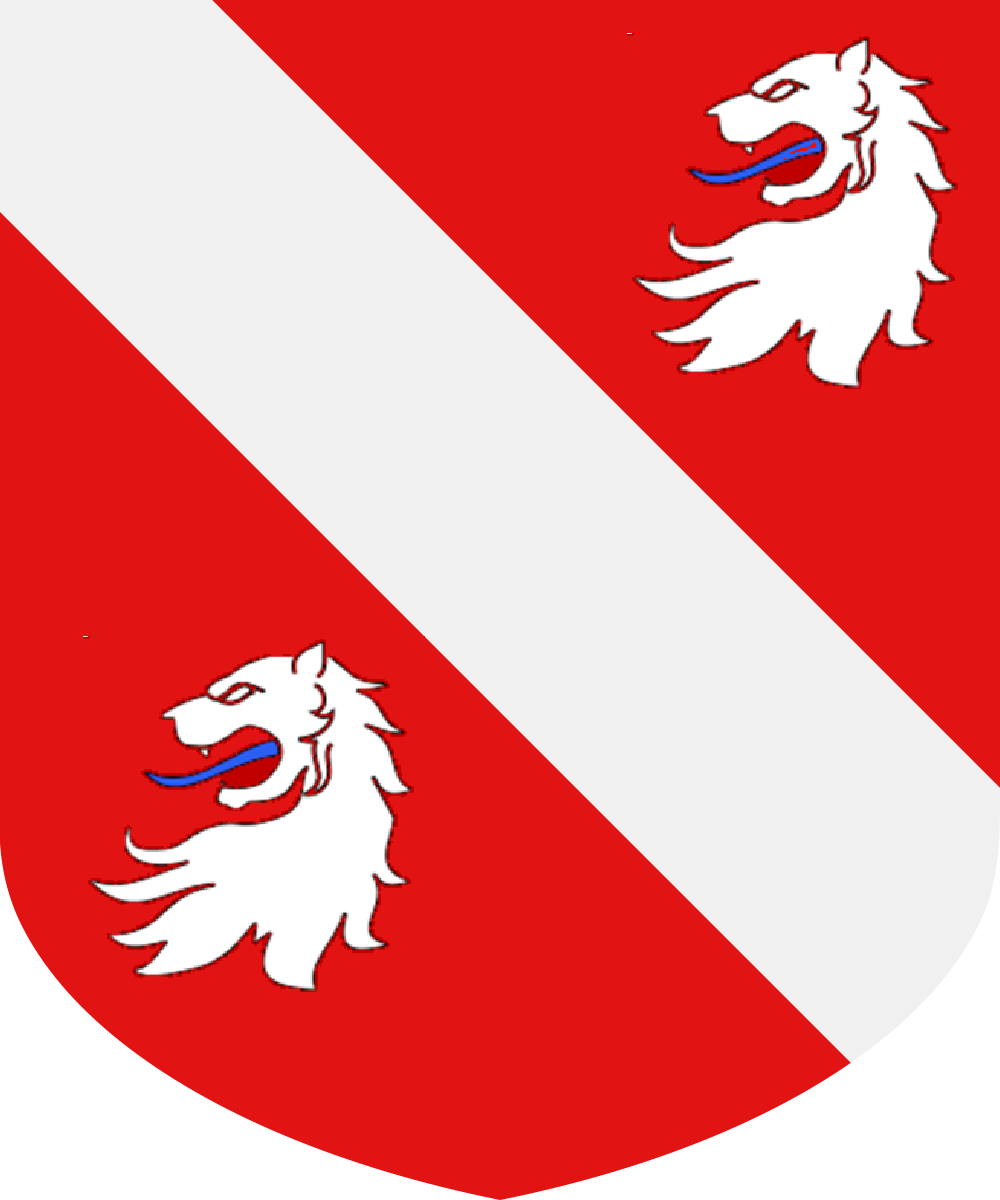
Armes des Lippomani.

Les armes des Lipoman se composent de gueules à une bande d'argent avec deux têtes de Lion arrachées de même, posées en pal.